# Марі-Шої
Марі́-Шо́ї (рос. Мари Шои, марій. Марий Шой) — присілок у складі Куженерського району Марій Ел, Росія. Входить до складу Русько-Шойського сільського поселення.

## Населення
Населення — 263 особи (2010; 324 у 2002).
Національний склад (станом на 2002 рік):
- марі — 97 %